# ژانگ بینگ
ژانگ بینگ (انگلیسی: Zhang Bing؛ زادهٔ ۶ ژانویهٔ ۱۹۶۹) تیرانداز اهل چین است.